# Mistrzostwa Europy w Lekkoatletyce 1950 – pięciobój kobiet
Pięciobój kobiet był jedną z konkurencji rozgrywanych podczas IV Mistrzostw Europy w Brukseli. Był to debiut tej konkurencji podczas mistrzostw Europy. Został rozegrany 25 sierpnia 1950 roku. Zwyciężczynią tej konkurencji została Francuzka Arlette Ben Hamo. W rywalizacji wzięło udział jedenaście zawodniczek z dziewięciu reprezentacji.

## Rekordy
| Rekord świata | Aleksandra Czudina (SUN) | 4608 | Tbilisi, ZSRR | 08-09.10.1949 |
| Rekord Europy | Aleksandra Czudina (SUN) | 4608 | Tbilisi, ZSRR | 08-09.10.1949 |

## Wyniki
| Poz. | Zawodniczka        | Punkty         | Kula    | Wzwyż  | 200 m  | 80 m ppł | W dal  |
| ---- | ------------------ | -------------- | ------- | ------ | ------ | -------- | ------ |
| 1    | Arlette Ben Hamo   | 3204 (3221) CR | 10,11 m | 1,50 m | 26,1 s | 12,4 s   | 5,18 m |
| 2    | Bertha Crowther    | 3048 (3087)    | 8,66 m  | 1,56 m | 27,1 s | 12,5 s   | 5,15 m |
| 3    | Olga Modrachová    | 3026 (3066)    | 10,40 m | 1,53 m | 27,0 s | 12,9 s   | 4,96 m |
| 4    | Mona-Lisa Englund  | 2936 (3028)    | 10,26 m | 1,45 m | 27,0 s | 12,6 s   | 5,03 m |
| 5    | Marguerite Martel  | 2918 (3019)    | 9,66 m  | 1,45 m | 28,0 s | 12,4 s   | 5,32 m |
| 6    | Unni Sæther        | 2870 (2996)    | 9,90 m  | 1,45 m | 26,8 s | 13,2 s   | 5,23 m |
| 7    | Kławdija Toczonowa | 2818 (2850)    | 13,82 m | 1,40 m | 28,1 s | 14,0 s   | 4,67 m |
| 8    | Ivanka Knez        | 2778 (2894)    | 9,74 m  | 1,50 m | 28,3 s | 13,0 s   | 5,04 m |
| 9    | Gretel Bolliger    | 2501 (2726)    | 11,23 m | 1,40 m | 28,1 s | 13,6 s   | 4,68 m |
| 10   | Kirsti Jordet      | 2489 (2704)    | 10,75 m | 1,45 m | 28,4 s | 13,7 s   | 4,64 m |
| 11   | Fani Argiriu       | 1862 (2304)    | 9,79 m  | 1,35 m | 30,1 s | 14,5 s   | 4,56 m |